# سليمان الأعرابي
سليمان بن يقظان الكلبي القضاعي المعروف بلقب الأعرابي والي برشلونة إبان حكم عبد الرحمن الداخل. ثار على عبد الرحمن الداخل عام 157هـ 773، وحالف شارلمان إمبراطور الإمبراطورية الرومانية المقدسة, إلا أن فشل حملة شارلمان على شرق الأندلس التي دعاه لها الأعرابي، كان سببًا في أسر شارلمان له عقابًا له على فشل الحملة.
بعدئذ تحالف ولديه عيشون ومطروح مع البشكنس الذين هاجم شارلمان مدينتهم بنبلونة أثناء نفس الحملة ودمرها، وأعدوا كمينًا سحقوا فيه مؤخرة جيش شارلمان المنسحب من الأندلس عبر جبال البرانس في معركة باب الشرزي، وتمكنوا من تحرير سليمان الأعرابي. إلا أن الحسين بن يحيى الأنصاري زعيم سرقسطة وحليفه القديم في الثورة على عبد الرحمن الداخل، ترصد للأعرابي وقتله بعد ذلك بفترة قصيرة.